# Stigmatogaster subterranea
Stigmatogaster subterranea är en mångfotingart som först beskrevs av Shaw 1789.  Stigmatogaster subterranea ingår i släktet Stigmatogaster och familjen trädgårdsjordkrypare. Inga underarter finns listade i Catalogue of Life.